# 陸軍軍医学校
陸軍軍医学校 (りくぐんぐんいがっこう) は、かつて現在の東京都新宿区戸山町（旧・牛込区）に存在した旧大日本帝国陸軍の医学科系教育機関（軍学校）。陸軍戸山学校が近接していた。なお、海軍には海軍軍医学校が設置されていた。

## 概要

### 跡地に建設された施設
1922年まで存在した麹町区富士見町の敷地は、逓信省（郵政省を経て現・総務省、日本郵政グループ、NTTグループ）に移管された。また、終戦まで存在した牛込区戸山町の敷地は、厚生省（現・厚生労働省）に移管されている。

#### 富士見地区
- 東京逓信病院
- 逓信博物館 - 1964年に千代田区大手町へ移転。現・郵政博物館。

#### 戸山地区
- 厚生労働省戸山研究庁舎[1]
  - 国立感染症研究所本部（旧：国立予防衛生研究所） - 1992年に港区の旧陸軍大学校校地から移転。
  - 独立行政法人国立健康・栄養研究所（旧：国立栄養研究所） - 1948年に文京区から移転。2017年に大阪府摂津市へ移転。
  - 国立保健医療科学院（旧：国立医療・病院管理研究所） - 2002年に埼玉県和光市へ移転。
- 全国障害者総合福祉センター 戸山サンライズ[2] - 国立身体障害センター（旧・国立身体障害者更生指導所）が1979年に埼玉県所沢市へ移転した跡地を活用し、 国際障害者年記念事業として建設[3]。
- 新宿区立障害者福祉センター[4]

### 中山出張所
大東亜戦争（太平洋戦争・第二次世界大戦）中には、日本競馬会（現・日本中央競馬会）の中山競馬場（千葉県船橋市）が陸軍に接収され、敷地の一部が陸軍軍医学校中山出張所として血清ワクチンの製造工場などが置かれた。戦後は食糧難のため畑となり麦や野菜などが植えられていた。

## 沿革

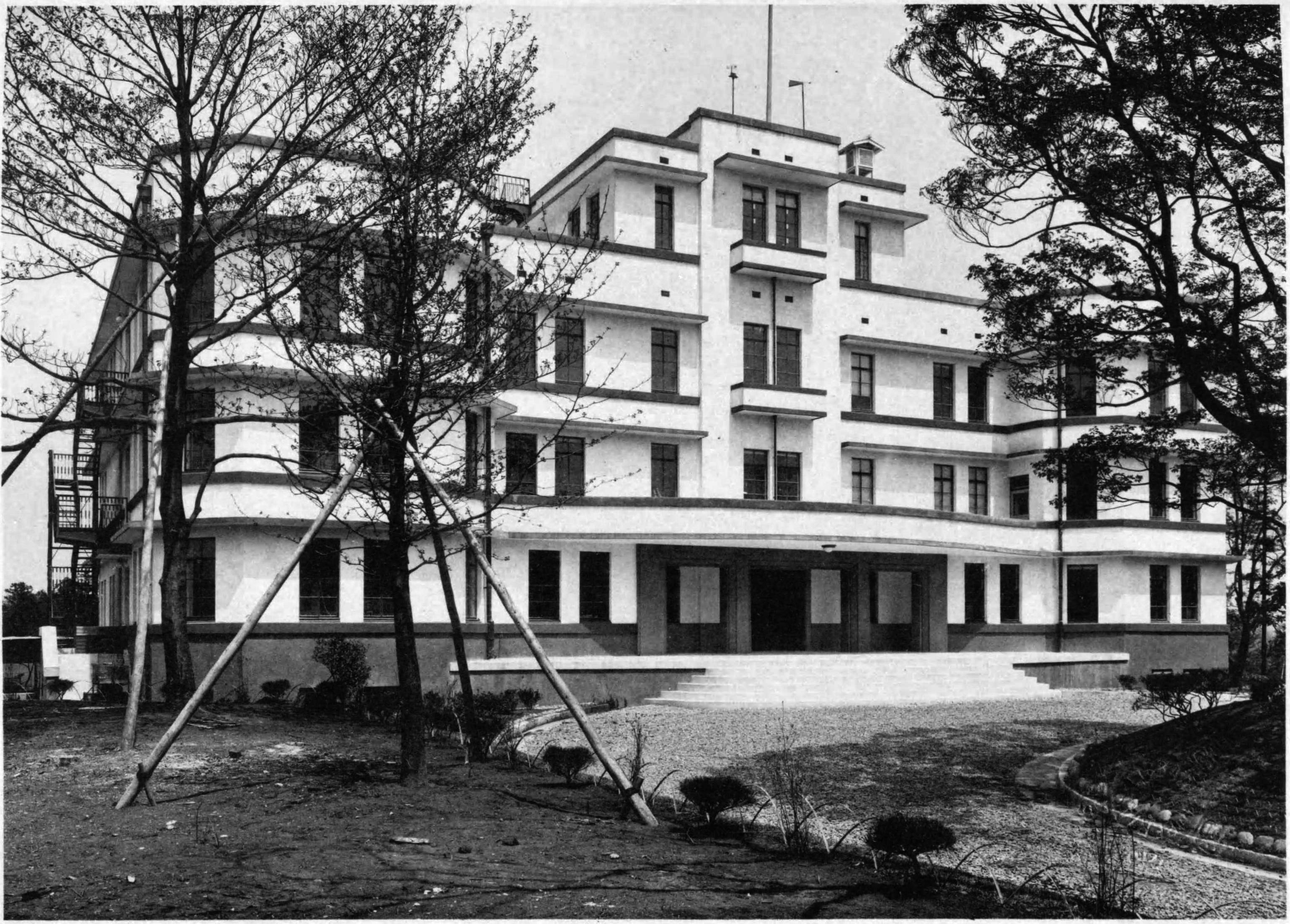
衛生学教室（1929年）。戦後国立栄養研究所の庁舎となった。

- 1886年（明治19年）5月21日 - 陸軍軍医学舎概則制定（陸軍省令甲第21号）。東京市麹町区永田町一丁目（現・東京都千代田区永田町）の陸軍省本省内に設置され、6月21日始業式を行う。
- 1888年（明治21年）1月23日 - 麹町区富士見町4丁目15番地（現・東京逓信病院）へ移転[5]。
- 1888年（明治21年）12月27日 - 陸軍軍医学校条例制定（勅令第97号）。
- 1913年（大正2年）2月 - 済生会麹町診療所開設（1915年10月に済生会病院麹町分院へ改称、牛込恩賜財団済生会病院を経て現・済生会中央病院に合同された）。
- 1923年（大正12年）9月1日 - 関東大震災により本館建物が崩壊。ほかに毒ガスが漏出するなど被害甚大であったが、幸い死傷者はなかった。
- 1929年（昭和4年）3月30日 - 牛込区戸山町41番地（現：新宿区戸山1丁目）へ移転[6]。
- 1944年（昭和19年）- 中山競馬場が陸軍に接収され閉鎖、敷地の一部が陸軍軍医学校中山出張所となる。
- 1945年（昭和20年）5月25日 - 第3次東京大空襲（山手大空襲）により標本館と衛生学教室を除き全焼。
- 1945年（昭和20年）11月26日 - 陸軍軍医学校令の廃止（陸軍省令第56号）。
- 1946年（昭和21年）- 陸軍軍医学校中山出張所の血清製造工場が千葉県に貸与され「千葉県血清研究所」となるが、進駐軍の農場として接収され移転。
- 1947年（昭和22年）- 中山競馬場の敷地が進駐軍から返還され、競馬場として営業再開。

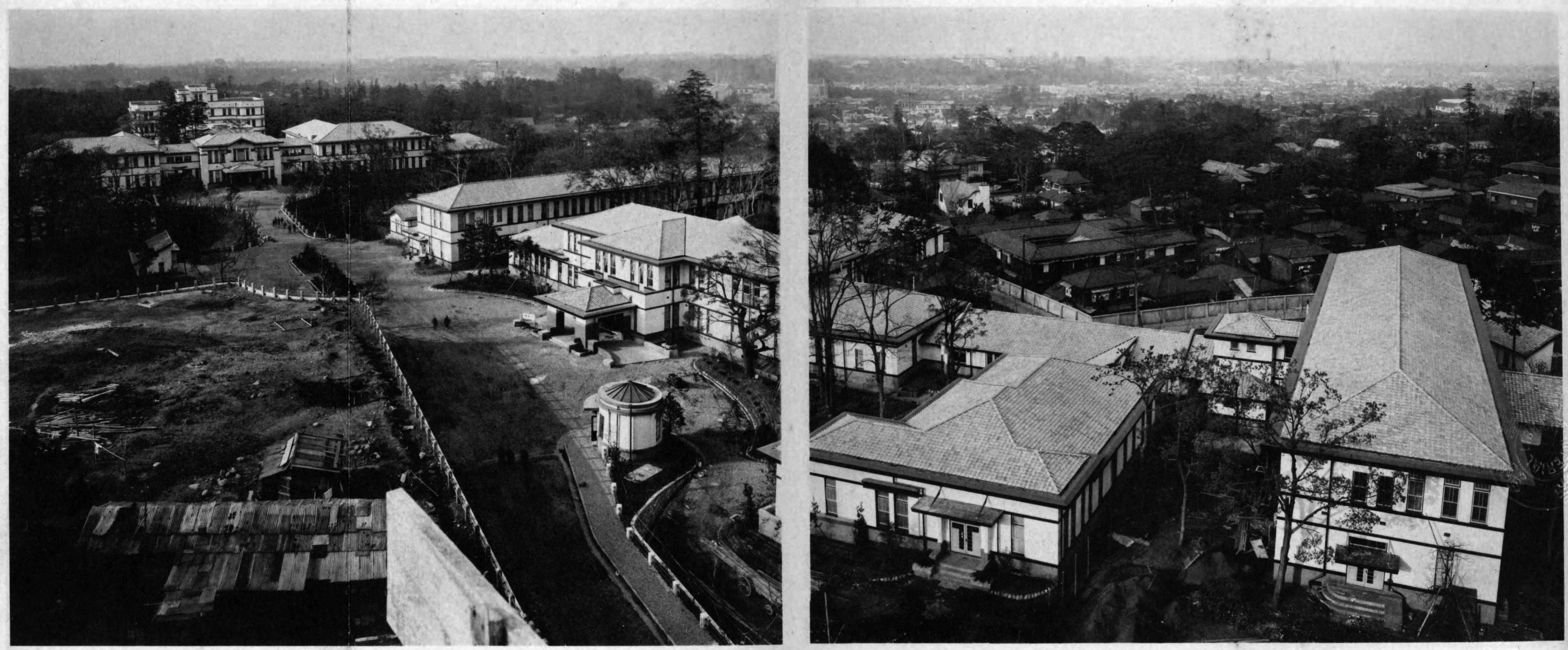
陸軍軍医学校全景（1929年）

## 歴代校長

### 陸軍軍医学舎長
- 緒方惟準 軍医監:1886年6月20日 - 1887年2月2日[7]
- （兼）足立寛 一等軍医正:1887年2月2日 - 1887年5月17日
- 石阪惟寛 軍医監:1887年5月18日 - 1888年11月30日
- （兼）石黒忠悳 軍医監:1888年11月30日 - 12月28日

### 陸軍軍医学校長
- （兼）石黒忠悳 軍医監:1888年12月28日 - 1890年10月7日
- （兼・心得）足立寛 一等軍医正:1890年10月20日 - 1891年3月16日
- （心得）足立寛 一等軍医正:1891年3月16日 - 1891年6月12日
- 足立寛 軍医監:1891年6月12日 - 1892年3月14日
- 田代基徳 軍医監:1892年3月14日 - 1893年7月6日
- （心得）森林太郎 二等軍医正:1893年7月7日 -
- 森林太郎 一等軍医正:1893年11月14日 -
- （事務取扱）森林太郎 軍医監:1895年9月2日 - 1895年10月31日
- 森林太郎 軍医監:1895年10月31日 - 1898年10月1日
- （兼）森林太郎 一等軍医正:1898年10月1日 - 1899年6月8日
- （兼）谷口謙 一等軍医正:1899年6月8日 - 1901年3月9日
- （事務取扱）小池正直 軍医監:1901年3月9日 - 1903年6月25日
- 西郷吉義 一等軍医正:1903年6月25日 -
- （事務取扱）西郷吉義 軍医監:1905年12月28日 - 1906年5月7日
- 柴田勝央 一等軍医正:1906年5月16日 - 1906年8月10日
- （事務取扱）森林太郎 軍医監:1906年8月10日 -
- 芳賀栄次郎 一等軍医正:1907年12月8日 - 1910年10月13日
- 宇山道硯 一等軍医正:1910年10月13日 - 1911年1月27日[7]
- 保利眞直 一等軍医正:1911年1月27日 - 1912年9月28日
- 本堂恒次郎 一等軍医正:1912年9月28日 - 1913年7月21日
- 中川十全 一等軍医正:1913年8月7日 - 1914年8月8日
- 下瀬謙太郎 一等軍医正:1914年8月10日 - 1920年4月9日[7]
- 岩田一 軍医監:1920年4月9日 - 1922年5月10日[7]
- 山田弘倫 軍医総監:1922年5月10日 - 1923年3月17日[7]
- 岩田一 軍医監:1923年3月17日 - 1925年5月1日[7]
- 飯島茂 軍医総監:1925年5月1日 - 1926年3月2日[7]
- 秋山錬造 軍医総監:1926年3月2日 - 1928年3月8日[7]
- 合田平 軍医監:1928年3月8日 - 1928年12月21日[7]
- 一木儀一 軍医監:1928年12月21日 - 1932年4月11日[7]
- 小山憲佐 軍医監:1932年4月11日 - 1933年8月1日[7]
- 小泉親彦 軍医監:1933年8月1日 - 1934年3月5日[8]
- 出井淳三 軍医監:1934年3月5日 - 1936年8月1日[7]
- 寺師義信 軍医監:1936年8月1日 - 1939年8月1日[7]
- 桃井直幹 軍医少将:1939年8月1日 - 1943年3月1日[7]
- 三木良英 予備役軍医中将:1943年3月1日 - 1944年12月13日[7]
- 井深健次 軍医中将:1944年12月13日 - 1945年9月
- （代）渡辺甲一 軍医中将:1945年10月8日 -

## 周辺
- 国立国際医療研究センター
  - 国立看護大学校
- 戸山 (新宿区)
  - 戸山ハイツ
  - 戸山公園
    - 箱根山 (新宿区)
- 早稲田大学戸山キャンパス
- 学習院女子大学戸山キャンパス
  - 学習院女子中・高等科
- 早稲田駅 - 徒歩10分
- 若松河田駅 - 徒歩10分
- 西早稲田駅 - 徒歩15分

## 人骨騒動
1989年（平成元年）7月、陸軍軍医学校跡地における厚生省国立予防衛生研究所 (現・国立感染症研究所) 建設工事の際、同地から人骨が発掘された。当初の警察発表では頭蓋骨･大腿骨中心に35体とされたが、骨の鑑定を求める市民の声が上がり、1991年秋新宿区が札幌学院大学の佐倉朔教授に鑑定を依頼、1992年4月その結果が出て、人骨は百体以上、1例を除きモンゴロイド系人骨だが複数の人種からなり、頭蓋骨十数個には人為的な加工の跡があり、さらに銃弾や刃による傷のある遺骨が複数あったため、「731部隊による細菌兵器開発のための生体実験の犠牲者ではないか」などの疑惑が高まった。実は、新宿区は早い内から当時は国立科学博物館員であった佐倉に頼もうと本人の内諾も得ていたものの正式に博物館に依頼したところ館長名で断られ、その後も何人かの医大教授に内諾を得たものの、その都度学長名で断られたという。鑑定は、医学部のない、私立の札幌学院大学の教授に就任したことで実現したという。それまでの間、新宿区が骨の扱いについて厚生省に問い合わせると、厚生省は「速やかに手厚く葬って」という回答を繰り返すばかりだったという。
この鑑定結果を受けて、1993年（平成5年）9月、発掘された人骨を焼却せず、その調査・研究を行えるよう、新宿区に対し人骨の火葬・納骨の費用を支出しないよう求める住民訴訟が提訴された。
また1992年と1994年には、日本弁護士連合会が内閣総理大臣に対し人骨の調査を行うよう勧告するとともに、区に対し人骨を保管するよう勧告する人権救済申立を行った。
2000年（平成12年）12月19日、最高裁第三小法廷（奥田昌道裁判長）判決によって原告側の住民敗訴が確定。翌2001年6月、厚生労働省は人骨について、「軍医学校が研究・教育のため使った標本などだった」として国の関与を認め、人骨を新宿区から引き取り新たにつくられる納骨堂に納める方針を固めた。納骨堂は、2021年6月15日現在、国立感染症研究所内に存在する。
2011年（平成23年）2月、厚生労働省は初めて人骨の発掘作業を開始した。発掘対象地は旧厚生労働省宿舎跡地であり、1989年に人骨が発見された場所に近い。「人骨標本を隠すために厚生労働省宿舎に人が住んでいる」という証言があったため、宿舎の入居者が退去するのを待ち、建物を解体した。